# Aston Martin AMR24
Chronologie des modèles (2024)
Aston Martin AMR23 Aston Martin AMR25
L'Aston Martin AMR24 est la monoplace de Formule 1 engagée par l'écurie britannique Aston Martin F1 Team dans le cadre du championnat du monde de Formule 1 2024. Elle est pilotée par l'Espagnol Fernando Alonso et par le Canadien Lance Stroll.

## Présentation
La présentation de l'AMR24 et de sa livrée ont lieu le 12 février 2024. Par rapport au modèle 2023, le nez et l'aileron avant sont revus et une suspension à poussoirs remplace la suspension à tirants à l'arrière.

## Résultats en championnat du monde de Formule 1
| Saison | Écurie                               | Moteur                                                  | Pneus   | Pilotes         | Courses | Courses | Courses | Courses | Courses | Courses | Courses | Courses | Courses | Courses | Courses | Courses | Courses | Courses | Courses | Courses | Courses | Courses | Courses | Courses | Courses | Courses | Courses | Courses | Points inscrits | Classement |
| Saison | Écurie                               | Moteur                                                  | Pneus   | Pilotes         | 1       | 2       | 3       | 4       | 5       | 6       | 7       | 8       | 9       | 10      | 11      | 12      | 13      | 14      | 15      | 16      | 17      | 18      | 19      | 20      | 21      | 22      | 23      | 24      | Points inscrits | Classement |
| ------ | ------------------------------------ | ------------------------------------------------------- | ------- | --------------- | ------- | ------- | ------- | ------- | ------- | ------- | ------- | ------- | ------- | ------- | ------- | ------- | ------- | ------- | ------- | ------- | ------- | ------- | ------- | ------- | ------- | ------- | ------- | ------- | --------------- | ---------- |
| 2024   | Aston Martin Aramco Formula One Team | Mercedes-AMG V6 turbo hybride F1 M14 E Performance 1.6L | Pirelli |                 | BAH     | SAU     | AUS     | JAP     | CHI     | MIA     | EMI     | MON     | CAN     | ESP     | AUT     | GBR     | HON     | BEL     | P-B     | ITA     | AZE     | SIN     | USA     | MEX     | SAO     | LAS     | QAT     | ABU     | 94              | 5e         |
| 2024   | Aston Martin Aramco Formula One Team | Mercedes-AMG V6 turbo hybride F1 M14 E Performance 1.6L | Pirelli | Fernando Alonso | 9e      | 5e      | 8e      | 6e      | 7e      | 9e      | 19e     | 11e     | 6e      | 12e     | 18e     | 8e      | 11e     | 8e      | 10e     | 11e     | 6e      | 8e      | 13e     | Abd.    | 14e     | 11e     | 7e      | 9e      | 94              | 5e         |
| 2024   | Aston Martin Aramco Formula One Team | Mercedes-AMG V6 turbo hybride F1 M14 E Performance 1.6L | Pirelli | Lance Stroll    | 10e     | Abd.    | 6e      | 12e     | 15e     | 17e     | 9e      | 14e     | 7e      | 14e     | 13e     | 7e      | 10e     | 11e     | 13e     | 19e     | Abd.    | 14e     | 15e     | 11e     | Np.     | 15e     | Abd.    | 14e     | 94              | 5e         |

Légende : ici 
- *Le pilote n'a pas terminé la course mais est classé pour avoir parcouru 90% de la distance.